# Альберік Коллін
Альберік Коллін (Albéric Collin) (нар.6 квітня 1886 — пом.27 лютого 1962) — бельгійський скульптор. Чемпіон літніх Олімпійських ігор 1920 року.
У 1920 році він завоював золоту медаль в мистецькому конкурсі на Олімпійських іграх в категорії «Скульптура» за композицію «La Force» («Сила»).